# Eudorella dentata
Eudorella dentata is een zeekommasoort uit de familie van de Leuconidae. De wetenschappelijke naam van de soort is voor het eerst geldig gepubliceerd in 1955 door Lomakina.